# Batalla del cabo Henry
La batalla del cabo Henry es una batalla naval de la Guerra de Independencia de los Estados Unidos, que se libró en la bahía de Chesapeake el 16 de marzo de 1781 entre la escuadra inglesa al mando del almirante Marriott Arbuthnot y la escuadra francesa del capitán Charles Sochet des Touches.

## Desarrollo de la batalla
Se había acordado entre los generales de los ejércitos francés y americano que, mientras que La Fayette iría a asediar a Arnold en Portsmouth, una flota francesa transportando un millar de hombres embarcados le atacaría por mar. Rochambeau hizo embarcar, efectivamente, en los buques de Destouches a 1.200 hombres extraídos del Regimiento del Bourbonnais, al mando del coronel Anne Alexandre Marie Sulpice Joseph de Laval-Montmorency y del mayor Gambs; y del Regimiento del Soissonnais, al mando de su segundo jefe, el coronel vizconde de Noailles, y del teniente coronel Anselme de la Gardette.
En los barcos había un número suficiente de morteros y de piezas de artillería como para sostener un sitio caso que la expedición tuviese éxito
A Dumas se le encargó ir a New London, un pequeño puerto en la costa de Connecticut, frente a la península de Long Island y del fondeadero de la escuadra inglesa, para observarla más de cerca hasta que la de Destouches se dispusiese a salir. Pudo constatar que estaba en la mayor seguridad. Así, Destouches aprovechó un viento del nordeste que se levantó el 8 de marzo para darse a la vela.
Había a bordo cuatro compañías de granaderos y cazadores, un destacamento de 164 hombres de cada uno de los regimientos, y un centenar de soldados de artillería, es decir, un total de 1.156 hombres.
Una mar tormentosa y desigual obligó al jefe de la escuadra francesa a internarse en el mar para no acercarse a la costa hasta estar a la altura de Virginia. Por un momento sus barcos se vieron dispersos, pero pudo reunirlos a la entrada de la bahía de Chesapeake. Al mismo tiempo descubrió a la armada inglesa, que a las órdenes del almirante Graves había salido de sus fondeaderos veinticuatro horas más tarde que él, pero que al seguir una vía más directa había llegado dos días antes. El almirante inglés había subido a bordo del London, navío de tres puentes, más fuerte que ninguno de los buques franceses. Los otros barcos ingleses eran similares en número y armamento a los de la escuadra inglesa.
Era el 16 de marzo. Destouches comprendió que su expedición había encontrado un escollo. No se creyó sin embargo dispensado de entablar un combate que resultó ser muy agitado, y en el que se distinguieron especialmente el Conquérant, el Jasony el Ardent. El primero perdió su gobernalle y casi toda su tripulación quedó fuera de combate, resultando herido el propio de Laval. La escuadra inglesa quedó todavía más maltrecha, pero conservó la bahía, y algunos días más tarde el general Phillips, salido de Nueva York con dos mil soldados, pudo unirse a Arnold y garantizarle en Virginia una superioridad incontestable.
El capitán Destouches regresó a Newport el 18, tras su gloriosa pero inútil tentativa.